# Traditionelle ashantibygninger
De Traditionelle ashantibygninger er et kulturminde i Ghana, der er udpeget til verdensarv; de omfatter en samling af 13 bygninger i traditionel udførelse fra Ashantirigets tid i området.
Ashantiriget som havde sin guldalder i 1700-tallet, blev alvorligt undertrykt under den britiske okkupation af området fra 1806 til 1901, og de fleste bygninger i Ashantistil blev ødelagt i løbet af denne periode, blandt andet blev det kongelige mausoleum ødelagt af Baden-Powell i 1895.
Bygningerne beskrives som «hjem for mennesker og guder», og er det sidste materielle udtryk for Ashantirigets historie og kultur. Husene er bygget af ler, strå og træ, og er sårbare for naturens omskifttelser. Der er derfor et presserende dokumentations- og konserveringsbehov ved husene.

## Eksterne kilder og henvisninger
- Michael Swithenbank. Ahanti fetish houses. Accra Ghana Univ Press, 1969
- Ashanti.com.au Arkiveret 6. juli 2011 hos  Wayback Machine
- About Ghana: World Heritage Sites
- Conservation practice in Ghana, a case study: the fetish house at Asawasi (Ashanti)